# Юго-восточный македонский диалект

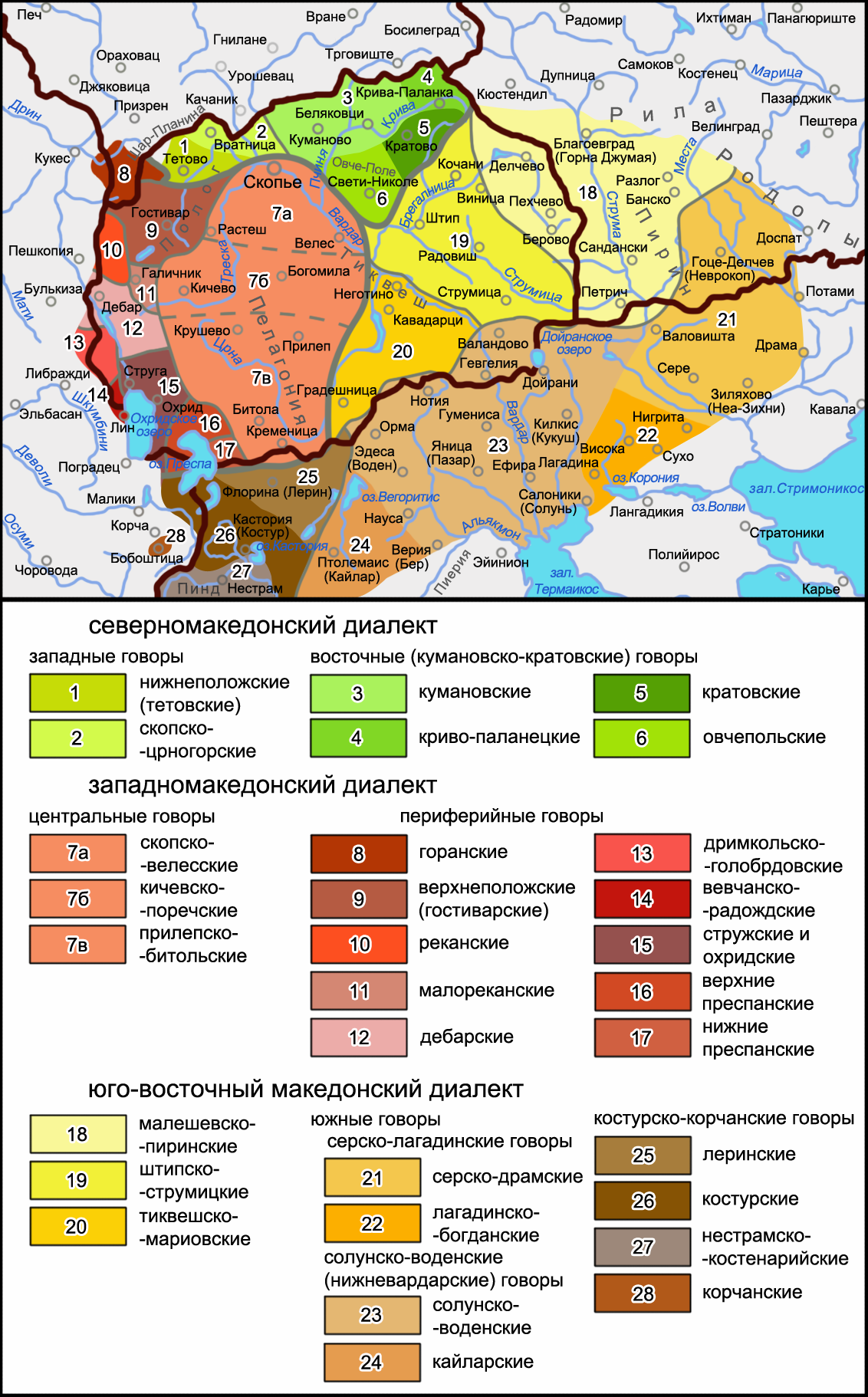
Юго-восточный ареал на карте македонских диалектов

Юго-восто́чный македо́нский диале́кт (также восточномакедонский диалект, юго-восточная македонская диалектная группа, восточномакедонская диалектная группа, юго-восточное македонское наречие, восточномакедонское наречие; макед. југоисточно македонско наречје, источно македонско наречје) — диалект македонского языка, распространённый в юго-восточной части македонского языкового ареала. Является одним из трёх традиционно выделяемых македонских диалектов наряду с северномакедонским и западномакедонским. В его состав включают тиквешско-мариовские, штипско-струмицкие, малешевско-пиринские и солунско-воденские говоры, иногда включают также драмско-серские говоры. Ареал юго-восточного македонского диалекта разделён между тремя странами — Северной Македонией, Грецией и Болгарией.
Юго-восточные македонские говоры отличаются от северномакедонских и западномакедонских говоров по фонетическим, морфологическим, синтаксическим и лексическим особенностям — юго-восточный и западный диалекты разделены пучком из более, чем 35 изоглосс; помимо диалектных различий юго-восточного и северного диалектов, существуют общие для них явления, по которым они вместе противопоставляются западному диалекту. Вероятнее всего, основные диалектные особенности, выделяющие юго-восточные македонские говоры, сформировались уже к XIII веку.
Юго-восточный македонский диалект характеризуется такими фонетическими особенностями, как: распространение различных акцентных систем, среди которых основным является разноместное ударение; редукция безударных гласных; отсутствие так называемой «мены юсов» — *ę не перешла в *ǫ после j: език (макед. литер. јазик «язык»); сохранение фонемы х в одних говорах группы и переход х > j или полная утрата х — в других говорах: кожух «дублёнка» (в западномакедонском — кожув), чејли «туфли, ботинки» (в западномакедонском — чевли), ме «живот, пузо» (в западномакедонском — мев) и т. д.

Среди морфологических черт юго-восточного македонского диалекта выделяются: отсутствие тройного постпозитивного определённого артикля; отсутствие флексии -т в глаголах 3-го лица единственного числа настоящего времени: даа «даёт», знае «знает» и т. д.
К числу юго-восточных македонских говоров относят:
- тиквешско-мариовские говоры;
- штипско-струмицкие говоры;
- малешевско-пиринские говоры;
- солунско-воденские говоры.

Согласно варианту классификации македонских диалектов, представленному в работах Б. Конески (опубликована в издании «The Slavonic Languages», 1993), в состав восточномакедонского диалекта включают также кумановско-кратовские (кумановско-кривопаланецкие) говоры, часто рассматриваемые как северномакедонские, и драмско-серские (серско-неврокопские) говоры, часто рассматриваемые как западнорупские восточноболгарские говоры.